# Мадинат-эс-Садат
Мадинат-эс-Садат, Садат (араб. مدينة السادات‎) — город на севере Египта, расположенный на территории мухафазы Бухейра.

## Географическое положение
Город находится на юго-востоке мухафазы, в западной части дельты Нила, на расстоянии приблизительно километров к юго-юго-востоку (SSE) от Кафр-эд-Даввара, административного центра провинции. Абсолютная высота — 41 метр над уровнем моря.

## Демография
По данным переписи 2006 года численность населения Мадинат-эс-Садата составляла 48 666 человек.
Динамика численности населения города по годам:
| 1996   | 2006   |
| ------ | ------ |
| 18 619 | 48 666 |

## Транспорт
Ближайший крупный гражданский аэропорт — Международный аэропорт Каира.